# اسقف‌نشین چلمزفورد
اسقف‌نشین چلمزفورد (انگلیسی: Diocese of Chelmsford) بخشی تشکیل دهنده از استان کانتربری کلیسای انگلستان در کشور انگلستان است. این اسقف‌نشین که در سال ۱۹۱۴ میلادی تاسیس شده است شامل ۵۸۸ کلیسا می‌باشد و مرکز آن کلیسای جامع چلمزفورد است.